# Quidio Quero
Quidio Quero (15 de julio de 1976) es un deportista venezolano que compitió en taekwondo. Ganó una medalla de plata en los Juegos Panamericanos de 1995 en la categoría de –70 kg.

## Palmarés internacional
| Juegos Panamericanos | Juegos Panamericanos      | Juegos Panamericanos | Juegos Panamericanos |
| Año                  | Lugar                     | Medalla              | Categoría            |
| -------------------- | ------------------------- | -------------------- | -------------------- |
| 1995                 | Mar del Plata (Argentina) | Medalla de plata     | –70 kg               |